# Надпоручник
Надпору́чник або надпору́чик — старшинське звання у Карпатській Січі (1938—1939), також старшинське (офіцерське) військове та спеціальне звання в деяких країнах Європи, населення яких розмовляє слов'янськими мовами. Еквівалентом надпоручника у Збройних силах України є старший лейтенант. Код НАТО надпоручника OF-1.

## Надпоручник і надпоручик
У слов'яномовних державах поширені дві форми назви цього звання (рангу). Нижче будуть описані особливості вживання цього звання у різних слов'яномовних країнах. У Польщі, країнах південних слов'ян (зокрема, Хорватія та Словенія) була чи є поширеною назва надпоручник. У Чехії та Словаччині поширена назва надпоручик.

## Звання Надпоручник уКарпатській Січі
Звання надпоручника було присутнє серед членів парамілітарної організації Карпатська Січ Карпатської України (автономна республіка у складі Чехословаччини у 1938–1939 роках). Носіями такого звання були в тому числі члени Генерального штабу Карпатської Січі Осип Парчаній та Гулянич.

## Військове званняЧехіїтаСловаччини

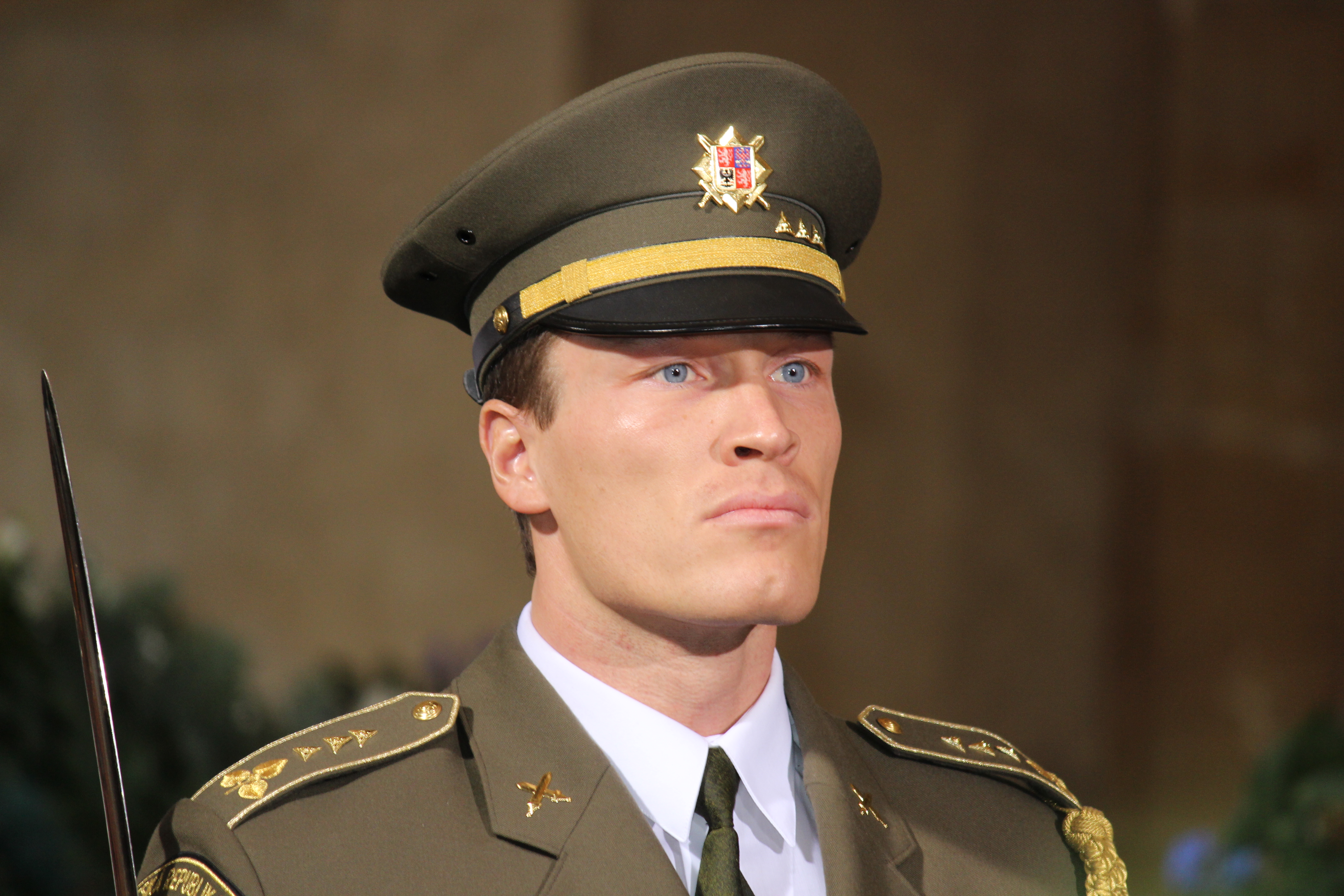
Надпоручик Збройних сил Чехії

Офіцерське звання у збройних силах Чехії та Словаччини (чеськ. Nadporučík, словац. Nadporučík). Знаки розрізнення надпоручика у чеській армії, розташовані на погонах по три трипроменеві зірочки на кожному погоні. У Словаччині з 2003 року знаками розрізнення надпоручика є дві п'ятипроменеві зірочки на погоні. Вище за рангом ніж поручик, та нижче капітана.
З'явилося у чеських та словацьких військових формуваннях ще до заснування Чехословацької Республіки у 1918 році, яка з'явилася на руїнах Австро-угорської імперії. У Чехословацькому легіоні у Російській імперії використовувався російський однострій та знаки розрізнення. Після Жовтневих подій у легіонерів використовувалася своєрідна система розрізнення. Звання позначалися на щитках розташованих на рукавах одностроїв, у вигляді комбінації стрічок. У надпоручика на нарукавному щитку було дві кутових сріблястих стрічки.
У Чехословацькій республіці знаки розрізнення до 1939 року були на погонах, у надпоручика було по три трипроменевій зірочці на кожному погоні.
У 1939 році з частини Чехословаччини була заснована Словацька Республіка (1939—1945). В збройних силах Словаччини були введені нові знаки розрізнення за зразком з австро-угорськими. На комірі були петлиці, на яких п'ятикутними зірочками вказувалося звання військовика. Надпоручик мав по дві зірочки на петлиці, як у обер-лейтенанта колишнього цісарського війська.
З 1945 по 1950 роки надпоручик відновленої Чехословаччини носив на погонах по три п'ятипроменевій зірочці. З 1951—1958 рік знаки розрізнення Чехословацької армії майже збігалися з радянськими. Погон надпоручика був з одним просвітом, та трьома п'ятипроменевими зірочками, як у старшого лейтенанта РСЧА. З 1960—1992 роки знаки розрізнення надпоручика стали кріпитися на п'ятикутному погоні кольору мундиру. В такому вигляді звання перейшло після розпаду Чехословаччини до Чехії. З 2011 року знака розрізнення надпоручика знову стали три трипроменеві зірочки.
У збройних силах Словацької республіки відновленої у 1993 році, військові звання, та їх розрізнення зосталися за зразком Чехословаччини. У 2003 році були змінені знаки розрізнення, надпоручик став позначатися двома п'ятипроменевими зірочками, які розташовувалися вздовж погону (у 2002 році звання підпоручик було скасовано).

## Військове званняХорватіїтаСловенії

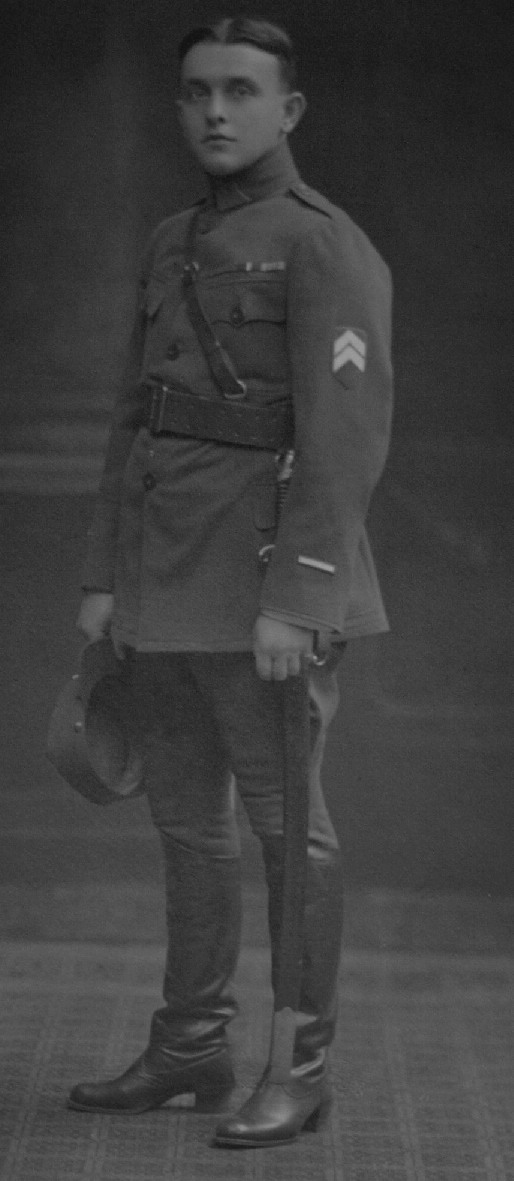
Надпоручик Чехословацького легіону Алоїз Лауб (1920, Плзень)

Офіцерське звання у збройних силах Хорватії та Словенії (хорв. Natporučnik, словен. Nadporočnik). Знаки розрізнення надпоручника у хорватської армії, виглядають як дві чотирикінцеві зірочки (виконані у вигляді ажурного шиття) над смугою зі спірального шиття. У Словенії знаками розрізнення надпоручника є три вузькі взаємозв'язані плитки (на кожної плітці зображено лист липи). Вище за рангом ніж поручник, та нижче сотника.
Звання надпоручника було відсутнє у військах Королівства Югославія, та у Соціалістичної Федеративної Республіки Югославії. Після розпаду СФРЮ і утворення окремих незалежних держав у Хорватії та Словенії була змінена югославська система військових звань. У Хорватії була використана система звань на основі Хорватського домобранства Незалежної Держави Хорватія (1941—1945). Хорватське домобранство використовувало модифіковані знаки розрізнення королівського хорвато-угорського домобранства (ландверу) Австро-угорської імперії. Надпоручник домобранства відповідав цісарському обер-лейтенанту, та мав знаки розрізнення у вигляді двох хорватських трилисників на кожної петлиці.

## Знаки розрізнення надпоручників різних держав
|                            |                |            |                      |          |          |
| Чехословаччина (1960—1990) | Чехія (з 2011) | Словаччина | Хорватія (1941—1945) | Хорватія | Словенія |

## Цікаві факти
- Персонаж відомої книги чеського письменника Ярослава Гашека «Пригоди бравого вояка Швейка», поручик Лукаш, у виданнях чеською та словацькою мовами має військове звання «надпоручик».
- Звання надпоручик мав командир 1-ї роти 1-го Чехословацького окремого піхотного батальйону Отакар Ярош (1912—1943). Загинув у бою з німецькими військовиками біля Соколове Зміївського району Харківської області.

## Іншомовні сторінки Вікіпедії які використовувалися для отримання відомостей
- Nadporučík (чес.)
- Nadporučík (словац.)
- Natporučnik (хор.)
- Nadporočnik (словен.)